# 郭應響
郭應響（？—1632年），福建承宣佈政使司福清縣人。明朝解元、政治人物。

## 生平
明神宗萬曆三十四年（1606年），中式丙午科福建鄉試第一名舉人（解元）。知祁州、擢刑部员外郎，转户部，督理甘肃固原粮储，兼三边赞画，驻兰州。累官鄜州兵備僉事。《明史》有傳。

## 延伸阅读
[在维基数据编辑]
 《明史卷二百九十二》，出自《明史》